# Rohan-Csermák Géza
Rohan-Csermák Géza (Budapest, 1926. augusztus 11. – Kanada, 1976. június 23.) kanadai magyar néprajzkutató, antropológus. A University of Western Ontario szociológia tanszékének professzora. A Canadian-American Review of Hungarian Studies szerkesztőbizottsági tagja volt.

## Életpályája
1945–1950 között az Eötvös Loránd Tudományegyetem hallgatója volt. 1948–1950 között egyetemi gyakornok és tanársegéd volt. 1951–1956 között a budapesti Néprajzi Múzeum munkatársa volt. 1957–1965 között a párizsi Musée de l'Homme európai osztályának munkatársa volt. 1966–1969 között Párizsban egyetemi tanár volt. 1969–1970 között az University of Eastern Illinois tanára volt. 1970–1973 között a Laval University tanára volt. 1972–1976 között a kanadai nemzeti múzeum munkatársa volt.
Kutatási területe az etnológiai elmélet története, az etnikai csoportok, jogi és gazdasági antropológia (különös tekintettel a halászatra és a pásztorkodásra) voltak. Európai és euro-amerikai kultúrákkal foglalkozott. Vizsgálta a kanadai magyarok életmódját is.

## Művei
- A magyar hajózás múltjából (Budapest, 1956)
- Sturgeon hooks of Eurasia (Chicago, 1963)
- Technologie traditionelle du paturage des Pyrenées Centrales (Párizs, 1966)